# Клара Югансон
Клара Елізабет Югансон (швед. Klara Elisabeth Johanson, 6 жовтня 1875 — 8 жовтня 1948) — шведська літературознавка та есеїстка. Була незвично добре освічена як на жінку у своєму місті. Спочатку писала для журналів та газет, а згодом разом з партнеркою упродовж п'яти років упорядковувала листування Фредріки Бремер. Відома тим, що паралельно з публікацією власних книг відкривала для шведів американських письменників.

## Біографія
Клара Югансон народилася в 1875 році в Гальмстаді у сім'ї кушніра і капелюшника Александра Югансона та Анни Крістіни Югансон. Вона була першою жінкою з Гальмстаду, яка склала випускні іспити середньої школи, що сталося у 1894 році. Вона продовжила навчання, і здобула ступінь магістра гуманітарних наук в Уппсальському університеті в 1897 році. Потім переїхала до Стокгольма і стала підредактором журналу Dagny від організації за жіночі права «Асоціація Фредріки Бремер». У 1901 році вона покинула його, щоб писати для Stockholms Dagblad: літературну критику під власним іменем та жартівливі історії під ім'ям Гака Лебера. Вона писала для газети до 1912 року; у цей період, як зазначає довідник «Історія північної жіночої літератури», Югансон «називали найбільш красномовним критиком Швеції з найвищою естетичною чутливістю».
У 1907 році Югансон редагувала Den undre världen, щоденник, написаний повією, який виявився суперечливим. З 1915 по 1920 роки разом зі своєю романтичною партнеркою Еллен Клеман вони видали листи Фредріки Бремер у чотирьох томах під назвою Fredrika Bremers brev. У 1924 році Югансон і Клеман познайомилися з іншою парою, скульпторкою Сіґрід Фрідман та її партнеркою Рагнхілд Баркман. Чотири жінки подружилися, і часто проводили разом літо. Пізніше Югансон написала книгу про свою подругу Фрідман. Їх також приписують відкриття американської літератури шведським читачам; замітки зі щоденника Югансон, опубліковані в 1916 р., містять першу відому згадку про Емілі Дікінсон у шведському друці, хоча це також приписують Марґіт Абеніус, яка писала про Дікінсон у 1934 році. Клара Югансон перекладала твори ряду інших авторів, в тому числі Fragments d'un journal intime Анрі-Фредеріка Ам'єля і Geschlecht und Kultur Рози Майредер.

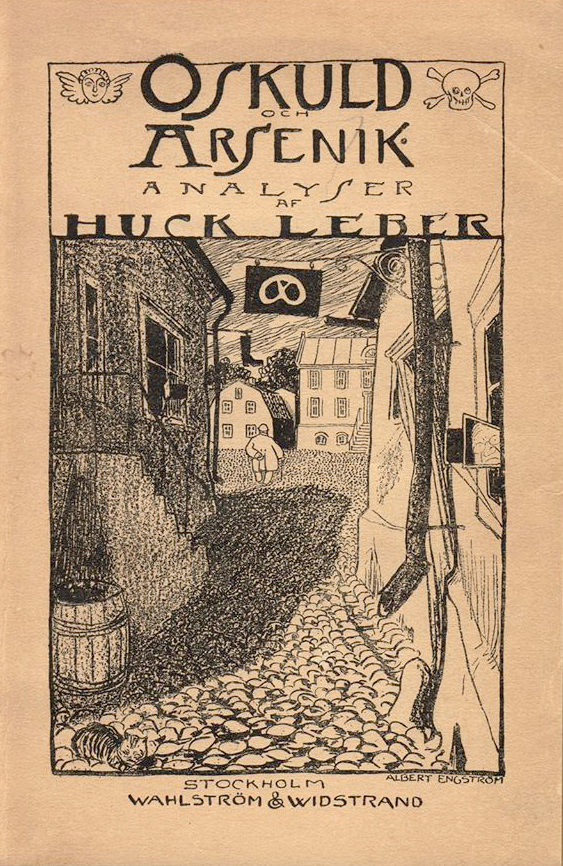
Обкладинка книги «Незайманка і миш'як», художник Альберт Енгстрем

Югансон видала кілька збірок нарисів, що стосуються переважно літератури: En recensents baktankar (1928), Det speglade livet (1926), Det rika stärbhuset (1946) та Sigrid Fridman — och andra konstnärer (1948). Після її смерті в 1948 році літературознавець Нільс Афзеліус видав три збірки її творів: K. J. själv (1952, спогади про дитинство), Brev (1953, листи) та Kritik (1957, критика).